# Габибов, Александр Габибович
Алекса́ндр Габи́бович Габи́бов (род. 1955) — советский и российский биохимик, академик РАН.

## Биография
Родился 31 августа 1955 года. В 1977 году окончил химический факультет МГУ имени М. В. Ломоносова, кафедру химической энзимологии. В 1977—1997 годах работал в ИМБАН имени В. А. Энгельгардта под руководством Е. С. Северина и А. Е. Браунштейна, (стажер-исследователь, младший научный сотрудник, старший научный сотрудник, заведующий лабораторией химических основ биокатализа). С 1997 года по настоящее время А. Г. Габибов работает в ИБХ РАН — заведующий лабораторией биокатализа, заместитель директора по научной работе. Ведущий научный сотрудник лаборатории молекулярной иммуногенетики рака ИБГ РАН.
Область научных интересов: биокатализ, ферменты метаболизма аминокислот, нуклеиновых кислот, иммунохимия, каталитические антитела, аутоиммунные нейродегенеративные заболевания, биотехнология, получение фармацевтически значимых рекомбинантных белков.
В 1982 году защитил кандидатскую и в 1992 году докторскую диссертацию по химическим наукам (специальность 03.00.03 «Молекулярная биология»). Автор более 170 научных статей и глав в книгах. Научный руководитель 6 кандидатских и одной докторской диссертации. Профессор (1996). Член-корреспондент РАН (2003). Академик РАН (2016)

## Награды и премии
- Премия Ленинского комсомола (1986) — за работу «Физико-химические и биологические механизмы аденозин — 3’,5’ циклофосфат зависимого фосфорилирования белков»
- Научная премия Сбера (2022)
- Международная Арбузовская премия в области фосфорорганической химии 2023 года (11 июля 2023) — за выдающийся вклад в развитие фосфорорганической химии
- Орден Дружбы (5 февраля 2024 года) — за большой вклад в развитие отечественной науки, многолетнюю плодотворную деятельность и в связи с 300-летием со дня основания Российской академии наук[5]

## Научная деятельность
Президент Российского общества биохимиков и молекулярных биологов (с 2008), председатель Национального комитета российских биохимиков.
Главный редактор журнала «Доклады Российской академии наук. Науки о Земле» (с 2019), член редколлегии журналов «Биоорганическая химия (журнал)» (с 2005) и Acta Naturae (с 2009).
Входит в состав диссертационных советов ИБХ РАН и химического факультета МГУ, а также учёного совета ИБХ РАН.
Член комиссии РАН по работе с соотечественниками за рубежом, комиссии РАН по генно-инженерной деятельности и экспертной комиссии по присуждению золотой медали за выдающиеся достижения в области пропаганды научных знаний и премии РАН за лучшие работы по популяризации науки.
Автор и соавтор четырёх учебных курсов («Иммунология и основы вирусологии», «Молекулярные механизмы регуляции иммунной системы», «Клеточная биология и иммунология», «Основы молекулярной и клеточной биологии и иммунологии»).
Соавтор более 250 научных публикаций. Индекс Хирша 32, более 3400 цитирований (Scopus).

## Некоторые публикации
- Shuster A. M., Gololobov G. V., Kvashuk O. A., Bogomolova A. E., Smirnov I. V., Gabibov A. G. DNA hydrolyzing autoantibodies. (англ.) // Science (New York, N.Y.). — 1992. — Vol. 256, no. 5057. — P. 665—667. — PMID 1585181. [исправить]
- Gololobov G. V., Chernova E. A., Schourov D. V., Smirnov I. V., Kudelina I. A., Gabibov A. G. Cleavage of supercoiled plasmid DNA by autoantibody Fab fragment: application of the flow linear dichroism technique. (англ.) // Proceedings of the National Academy of Sciences of the United States of America. — 1995. — Vol. 92, no. 1. — P. 254—257. — PMID 7816827. [исправить]
- Ponomarenko N. A., Durova O. M., Vorobiev I. I., Belogurov A. A. Jr., Kurkova I. N., Petrenko A. G., Telegin G. B., Suchkov S. V., Kiselev S. L., Lagarkova M. A., Govorun V. M., Serebryakova M. V., Avalle B., Tornatore P., Karavanov A., Morse H. C. 3rd, Thomas D., Friboulet A., Gabibov A. G. Autoantibodies to myelin basic protein catalyze site-specific degradation of their antigen. (англ.) // Proceedings of the National Academy of Sciences of the United States of America. — 2006. — Vol. 103, no. 2. — P. 281—286. — doi:10.1073/pnas.0509849103. — PMID 16387849. [исправить]
- Kolesnikov A. V., Kozyr A. V., Alexandrova E. S., Koralewski F., Demin A. V., Titov M. I., Avalle B., Tramontano A., Paul S., Thomas D., Gabibov A. G., Friboulet A. Enzyme mimicry by the antiidiotypic antibody approach. (англ.) // Proceedings of the National Academy of Sciences of the United States of America. — 2000. — Vol. 97, no. 25. — P. 13526—13531. — doi:10.1073/pnas.200360497. — PMID 11095704. [исправить]
- Belogurov A. A. Jr., Kurkova I. N., Friboulet A., Thomas D., Misikov V. K., Zakharova M. Y., Suchkov S. V., Kotov S. V., Alehin A. I., Avalle B., Souslova E. A., Morse H. C. 3rd, Gabibov A. G., Ponomarenko N. A. Recognition and degradation of myelin basic protein peptides by serum autoantibodies: novel biomarker for multiple sclerosis. (англ.) // Journal of immunology (Baltimore, Md. : 1950). — 2008. — Vol. 180, no. 2. — P. 1258—1267. — PMID 18178866. [исправить]